# Université d'État de Biélorussie
L'université d'État de Biélorussie (biélorusse : Белару́скі дзяржа́ўны ўніверсітэ́т, russe : Белору́сский госуда́рственный университе́т) est une université publique située à Minsk, en Biélorussie. Elle est fondée le 30 octobre 1921.

## Composantes
Facultés de l'université d'État de Biélorussie
- faculté de biologie (Біялягічны факультэт, Biïalahitchny fakoultèt)
- faculté de géographie (Геаграфічны факультэт, Hieahrafitchny fakoultèt)
- faculté d'histoire (Гістарычны факультэт, Histarytchny fakoultèt)
- faculté de mécanique et de mathématiques (Мэханіка-матэматычны факультэт, Mèkhanika-matèmatytchny fakoultèt)
- faculté de mathématiques appliquées et d'informatique (Факультэт дапасавальнай матэматыкі і інфарматыкі, Fakoultèt dapasavalnaï matèmatyki i infarmatyki)
- faculté des relations internationales (Факультэт міжнародных зносін, Fakoultèt mijnarodnykh znosin)
- faculté de communication socio-culturelle (Факультэт сацыякультурных камунікацый, Fakoultèt satsyiakoultournykh kamounikatsyi)
- faculté de radiophysique et d'électronique (Факультэт радыёфізыкі і электронікі, Fakoultèt radyiofizyki i elektroniki)
- faculté de journalisme (Факультэт журналістыкі, Fakoultèt journalistyki)
- faculté de philosophie et de sciences sociales (Факультэт філязофіі і сацыяльных навук, Fakoultèt filazofii i satsyialnykh navouk)
- faculté de philologie - faculté des lettres (Філялягічны факультэт, Filalahitchny fakoultèt)
- faculté de physique (Фізычны факультэт, Fizytchny fakoultèt)
- faculté de chimie (Хімічны факультэт, Khimitchny fakoultèt)
- faculté d'économie (Эканамічны факультэт, Ekanamitchny fakoultèt)
- faculté de droit (Юрыдычны факультэт, Iourydytchny fakoultèt)

Autres composantes
- institut des affaires - School of Business and Management of Technology (en) (Інстытут бізнесу, Instytout bisnesou)
- institut de théologie Cyrille-et-Méthode (Інстытут тэалогіі імя святых Мяфодзія і Кірыла, Instytout tèalohii imia sviatykh Miafodzia i Kiryla)
- institut international d'État d'écologie Andreï-Sakharov (Міжнародны дзяржаўны экалагічны інстытут імя А. Дз. Сахарава, Mijnarodny dzarjaǔny èkalahitchny instytout imia A. Dz. Sakharava)
- institut Confucius (Рэспубліканскі інстытут кітаязнаўства імя Канфуцыя; Rèspoublikanski instytout kitaiaznaǔctva imia Kanfoutsya) en partenariat avec le Hanban et l'Université polytechnique de Dalian (en)

## Personnalités liées à l'université
- Katsiaryna Barisevitch, journaliste biélorusse.
- Alena Douhan, rapporteuse spéciale des Nations unies.
- Tsimafei Dranchuk, personnalité politique biélorusse.